# Jean-Claude Bauer (résistant)
Pour les articles homonymes, voir Bauer.
Ne doit pas être confondu avec Jean-Claude Bauer
Jean-Claude Bauer, né le 3 octobre 1910 à Saint-Dié (Vosges) et fusillé par les nazis comme otage le 23 mai 1942 à la forteresse du Mont-Valérien, commune de Suresnes (Seine, Hauts-de-Seine), est un médecin résistant communiste de Saint-Ouen-sur-Seine (Seine-Saint-Denis), commune de la proche banlieue nord de Paris, où la rue du Docteur-Bauer et le stade Bauer portent son nom.

## Biographie
Jean-Claude Bauer est né le 3 octobre 1910 à Saint-Dié (Vosges), dans une famille juive. Son père, Raoul Bauer, est originaire de Lille et sa mère, Flore Weiller, vient de Saint-Dié
.

### Médecin
Il devient médecin.

### Politique
En 1934, il adhère au Parti communiste français (PCF). Durant la guerre d'Espagne, il milite à la Centrale sanitaire internationale.

### Saint-Ouen
Il se marie en 1937 avec Marie-Jeanne Gantou, née le 14 juillet 1913, à Saint-Affrique, Aveyron, qui vient d'une famille de paysans. Ils s'installent à Saint-Ouen, au 3 rue Blanqui.
Jean-Claude Bauer est mobilisé. Il est gravement blessé en juin 1940 à son poste de secours régimentaire. Il est fait prisonnier mais s’évade lors d’un transfert vers un hôpital parisien.

### Résistance
Il entre alors dans la Résistance et participe, dès octobre 1940, à la création des comités d'intellectuels sous la responsabilité de Georges Politzer et Danielle Casanova. Au début 1941, il prend part au lancement de la revue clandestine La Pensée libre et fonde, avec le docteur Maurice Ténine, le Médecin français. À la demande de Georges Politzer, il entre en contact avec l'avocat Joë Nordmann pour créer la revue Le Palais libre et mettre sur pied un comité de juristes. 
Il est arrêté le 2 mars 1942 par la Brigade spéciale de la préfecture de police de Paris alors qu'il se rendait à un rendez-vous avec Jacques Solomon. Il est emprisonné et torturé, mais ne donne aucune information. Il est fusillé au Mont-Valérien le 23 mai 1942, avec Georges Politzer, Georges Dudach et Jacques Solomon.

## Hommages et distinctions
En octobre 1944, la rue de la Chapelle à Saint-Ouen-sur-Seine, (Seine-Saint-Denis), est rebaptisée rue du Docteur-Bauer sur délibération du comité local de libération. Le stade de Saint-Ouen devient le stade Bauer,,,.
Jean-Claude Bauer est décoré de la Légion d’honneur et de la Croix de guerre avec palmes à titre posthume. Il est homologué FFI (no 0978) le 15 février 1949.
Le mention « Mort pour la France » lui est attribuée par le Secrétariat général aux Anciens Combattants en date 4 septembre 1945.